# Obi-Otoshi
 (novembre 2011).
 (novembre 2011).
Si vous disposez d'ouvrages ou d'articles de référence ou si vous connaissez des sites web de qualité traitant du thème abordé ici, merci de compléter l'article en donnant les références utiles à sa vérifiabilité et en les liant à la section « Notes et références ».
Obi-Otoshi (帯落, littéralement Renversement par la ceinture) est une technique de Te-waza employée au judo.

## Exécution
La technique décrite est connue sous le nom de "Tai Otoshi" dans le contexte des arts martiaux japonais, notamment dans le judo. 
Elle implique que le praticien, également désigné sous le terme de "tori", se positionne avec sa jambe droite placée derrière celles de son partenaire, appelé "uke". 
Le tori saisit alors la ceinture de l'uke avec ses deux mains. 
En exécutant un mouvement de traction vers le haut, le tori provoque une chute chute de l'uke en le poussant légèrement vers l'arrière à l'aide de sa jambe. 
Pendant cette action, le tori utilise la force de ses abdominaux pour fournir une impulsion supplémentaire, contribuant ainsi à projeter l'uke au sol,,,.